# Lindsey Graham

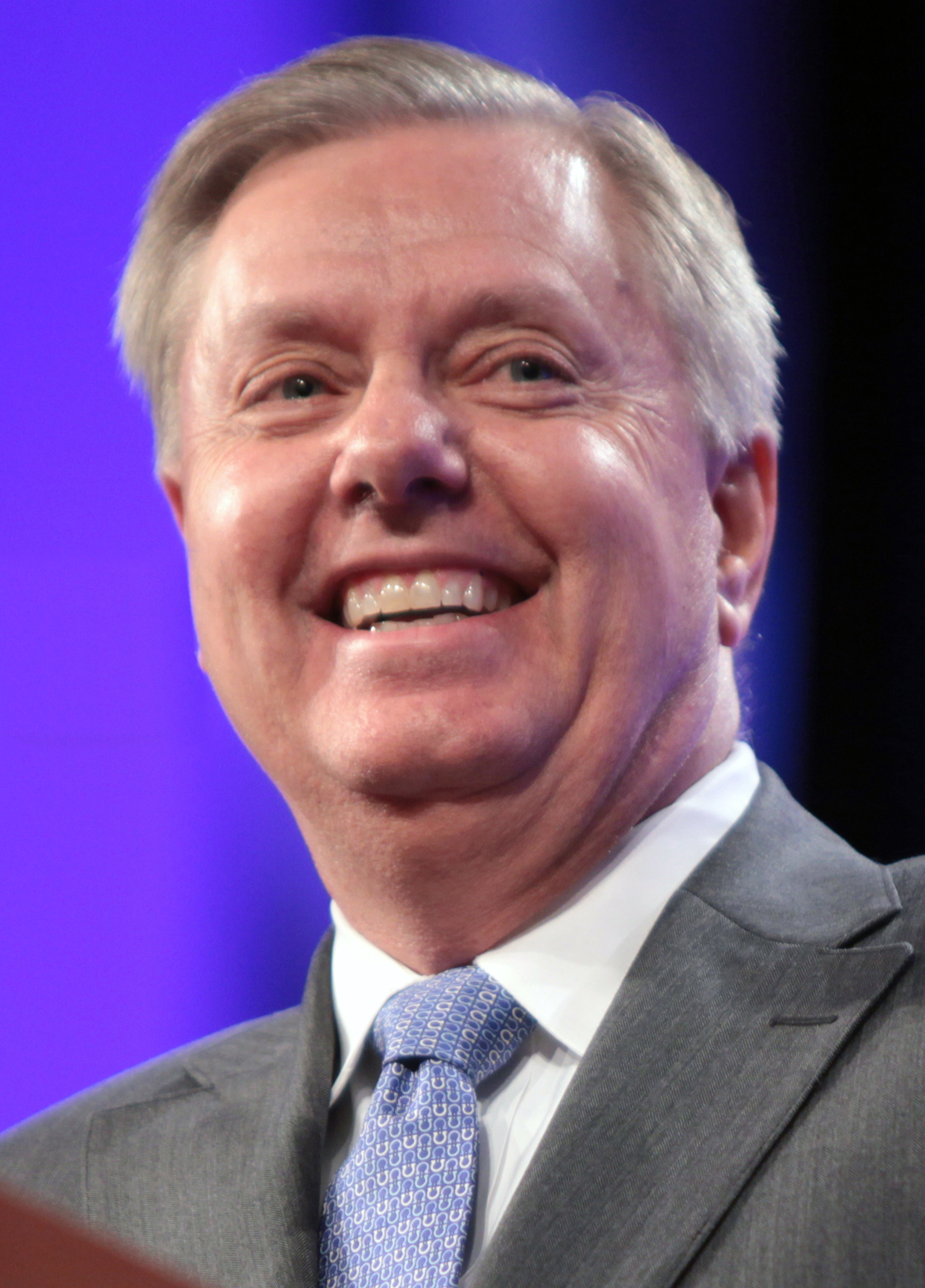
Lindsey Graham (2015)

Lindsey Olin Graham (* 9. Juli 1955 in Central, Pickens County, South Carolina) ist ein US-amerikanischer Politiker der Republikanischen Partei. Seit 2003 gehört er dem Senat der Vereinigten Staaten für den Bundesstaat South Carolina an, den er zuvor im US-Repräsentantenhaus vertreten hatte. Er trat 2015 erfolglos in der Vorwahl für die US-Präsidentschaft an. Von 2019 bis 2021 war er Vorsitzender des als bedeutend geltenden Justizausschusses des US-Senats.

## Familie, Ausbildung und Beruf
Lindsey Graham ist der Sohn von Millie und Florence James Graham. Seine Eltern betrieben eine Gastronomie mit Billardhalle, Bar und Getränkehandlung in Central, wo er geboren wurde und aufwuchs. Graham, der ein Mitglied der Southern Baptist Convention ist und als erstes Familienmitglied das College abschloss, studierte an der University of South Carolina, die er 1977 mit einem Bachelor in Psychologie und 1981 mit dem Juris Doctor abschloss. Während des Studiums starben seine Eltern im Abstand von 15 Monaten, weshalb Graham sich um seine neun Jahre jüngere Schwester kümmerte.
Nach dem Studium diente er als Jurist in der United States Air Force, nachdem er im College deren Reserve Officer Training Corps angehört hatte. Von 1984 bis 1988 war er in der Rhein-Main Air Base in Deutschland stationiert. 1988 ließ er sich in South Carolina als Rechtsanwalt nieder und arbeitete von 1988 bis 1992 für das Oconee County als stellvertretender Staatsanwalt und 1990 bis 1994 als Justiziar (englisch city attorney) für die Stadt Central.
Nach Grahams Ausscheiden aus dem aktiven Militärdienst 1988 bis zu seinem Einzug in das US-Repräsentantenhaus 1995 war Graham bei der Air National Guard South Carolinas. Während des Zweiten Golfkrieges wurde er ins Judge Advocate General’s Corps (JAG Corps) einberufen, um Piloten im Kriegsvölkerrecht zu unterweisen, juristische Dokumente für den Einsatz der Truppen anzufertigen und für Familienmitglieder der Nationalgardisten juristische Dienstleistungen zu erbringen. Von 1995 bis 2015 diente Graham als Reservist. Seine 2003 begonnene Tätigkeit als Richter der Reserve am Berufungsgericht der Luftwaffe in Strafsachen (Air Force Court of Criminal Appeals) endete im September 2006, nachdem ein Soldat dagegen geklagt hatte, dass Graham ihn wegen Kokainkonsums verurteilt hatte – und gerichtlich festgestellt wurde, dass es mit der Gewaltenteilung nicht vereinbar sei, wenn ein Angeklagter durch ein Mitglied des Kongresses verurteilt werde. Er wurde im April und August 2007 im Irak und im Dezember 2008 in Afghanistan eingesetzt. Graham war zuletzt Ausbilder an der Air Force JAG School im Rang eines Colonel (Oberst).

## Politische Laufbahn

### Repräsentantenhaus
Seine politische Karriere begann Graham 1992 bis 1994 als Abgeordneter im Repräsentantenhaus von South Carolina. Bei der Wahl am 8. November 1994
gewann er das Mandat für den 3. Kongresswahlbezirk South Carolinas als erster Republikaner seit der Reconstruction. Bei dieser Wahl eroberten die Republikaner erstmals seit Jahrzehnten die Mehrheit im Kongress. Er gehörte dem Repräsentantenhaus der Vereinigten Staaten vom 3. Januar 1995 bis zum 3. Januar 2003 an und unterstützte als einer der vielen neuen Abgeordneten seiner Partei den neuen Speaker Newt Gingrich bei dessen konservativer Agenda, versuchte aber 1997 mit einer Gruppe konservativer Abgeordneter, Gingrich abwählen zu lassen. Als Mitglied im Justizausschuss war er 1998 als Ankläger an der Einleitung des Amtsenthebungsverfahrens gegen Präsident Bill Clinton wegen seines Meineides im Zuge der Lewinsky-Affäre beteiligt. Außerdem setzte er sich für Haushaltsdisziplin und Steuersenkungen ein und unterstützte in der Präsidentschaftsvorwahl der Republikaner im Jahr 2000 John McCain gegen den Kandidaten der Parteiführung George W. Bush.

### US-Senat
Graham gewann bei der Senatswahl 2002 gegen seinen demokratischen Konkurrenten Alex Sanders und vertritt seit dem 3. Januar 2003 South Carolina im US-Senat. Er ist Nachfolger seines Parteifreundes Strom Thurmond, der nicht mehr angetreten war.
Er wurde 2008 und 2014 mit 58 und 54 Prozent der Stimmen relativ deutlich wiedergewählt, hatte aber in der Vorwahl der Republikaner 2014 mit 56 Prozent der Stimmen gegen sechs innerparteiliche Herausforderer für einen langjährigen Mandatsinhaber in einem stark republikanisch geprägten Bundesstaat ein schwaches Ergebnis gehabt. Die Konkurrenten standen deutlich rechts von Graham und forderten eine konservativere Ausrichtung im Sinne der Tea-Party-Bewegung.
Im Senat war Graham Fürsprecher der Regierung Bush, etwa bei deren Steuersenkungen und der Autorisierung des Irakkriegs, blieb dabei aber nicht unkritisch, etwa bei der Frage der Behandlung irakischer Kriegsgefangener (Abu-Ghuraib-Folterskandal). 2004 erarbeitete er gemeinsam mit der demokratischen Senatorin Hillary Clinton ein Gesetz zur finanziellen Besserstellung von Soldaten in der National Guard. Von Januar 2019 bis Januar 2021, also im 116. Kongress und dem 117. Kongress bis zu den Nachwahlen in Georgia, hatte Graham den Vorsitz im Justizausschuss des Senats inne, der die Sonderermittlung Robert Muellers und das Justizministerium beaufsichtigt und für die Besetzung von Bundesrichterstellen zuständig ist. In der Wahl 2020 konnte er sich mit 54 % gegen seinen demokratischen Herausforderer Jaime Harrison durchsetzen. Seine aktuelle Amtszeit läuft noch bis zum 3. Januar 2027.
Nach der Präsidentschaftswahl 2020 enthüllte der ebenfalls republikanische Secretary of State (Innenminister) Georgias, Brad Raffensperger, dass Graham in einem Telefonat mit ihm gefordert habe, er solle Briefwahlstimmen für Joe Biden „verwerfen“. Graham bestritt die Vorwürfe, sie wurden jedoch von einem bei dem Telefonat ebenfalls anwesenden Mitarbeiter der Wahlbehörde bestätigt.

### Präsidentschaftskandidatur
Graham gab am 1. Juni 2015 bekannt, sich in der Vorwahl (Primary) der Republikaner für das Amt des Präsidenten der Vereinigten Staaten bei der Wahl 2016 zu bewerben. Er setzte in diesem Wahlkampf auf seine Erfahrung und Expertise in der Sicherheitspolitik und kündigte einen harten außenpolitischen Kurs an, kam aber in Meinungsumfragen nie über den niedrigen einstelligen Prozentbereich hinaus und nahm deshalb nicht an den Hauptdebatten der Kandidaten teil. Am 21. Dezember 2015 zog er seine Bewerbung zurück und unterstützte fortan Jeb Bushs Kandidatur. Nachdem sich auch Bush aus dem Rennen um die Präsidentschaft zurückgezogen hatte, sprach sich Graham für Ted Cruz aus.

### Verhältnis zu Donald Trump
Auch nach dem Sieg Donald Trumps bei der Präsidentschaftsvorwahl der Republikaner im Mai 2016 blieb Graham ein scharfer Kritiker Trumps, den er als unwählbar bezeichnete und dem er die Eignung für das Präsidentenamt absprach. Bereits im Sommer 2015 hatte Trump in seinem Wahlkampf für Aufmerksamkeit gesorgt, als er Grahams Mobilfunknummer der Öffentlichkeit präsentierte, während er seinen Mitbewerber als „Idioten“ und „Leichtgewicht“ verspottete. Trumps Anhänger ließen daraufhin Grahams Mobilanschluss kollabieren, woraufhin dieser sein altes Handy medienwirksam zerstörte und sich ein neues kaufte.
Graham blieb auch während Donald Trumps Präsidentschaft zunächst skeptisch bis kritisch gegenüber dem Präsidenten, wandelte sich aber im Lauf des Jahres 2018 zu einem der treuesten Unterstützer des Präsidenten im Kongress. Insbesondere Grahams aggressive Rolle bei der Senatsbestätigung von Trumps Supreme-Court-Kandidaten Brett Kavanaugh im Oktober 2018 sorgte dafür, dass Graham zu einem „Rockstar“ der Konservativen wurde, wie es die New York Times nannte, und im Wahlkampf zur Halbzeitwahl von Trumps Amtszeit gegen zentristische Senatoren der Demokraten auftrat und polarisierte, die bisher als wichtige Verbündete Grahams bei seinen Versuchen überparteilicher Kompromissfindung gegolten hatten. Graham erklärte sich, nachdem Trump im Wahlkampf die Abschaffung des Geburtsortprinzips bei der Staatsbürgerschaft der Vereinigten Staaten in Aussicht gestellt hatte, bereit, einen entsprechenden Gesetzentwurf in den Senat einzubringen.
Nachdem Graham 2017 erklärt hatte, wenn Justizminister Jeff Sessions entlassen würde, wäre „der Teufel los“ (holy hell to pay), meinte er nach dem Rücktritt Sessions’ auf Geheiß Trumps unmittelbar nach der Halbzeitwahl im November 2018, er befürworte es, wenn über einen Gesetzentwurf im Senatsplenum abgestimmt würde, der die Sonderermittlung Robert Muellers schützen würde, die sich auch gegen den Präsidenten selbst richtet. Sessions’ Interimsnachfolger Matthew Whitaker hatte sich wiederholt kritisch über die Sonderermittlung geäußert. Die Entscheidung, über das Gesetz abstimmen zu lassen, liegt beim Mehrheitsführer Mitch McConnell, der keine Notwendigkeit für das Gesetz sieht.
Im Wahlkampf 2020 riet Graham, Trump solle sich von Rechtsradikalen und Rassisten distanzieren, etwa von den Proud Boys: “President Trump needing to make it clear Proud Boys is a racist organization antithetical to American ideals.”
Nach dem Sturm auf das Capitol 2021 urteilte er über Donald Trump, dieser müsse als Präsident verstehen, dass seine Handlungen das Problem und nicht die Lösung gewesen seien. Er forderte Trump auf, anzuerkennen, dass dieser die Präsidentschaftswahl verloren hat. Joe Biden und Kamala Harris seien rechtmäßig gewählt worden. Daraufhin sah er sich in der Öffentlichkeit wütender Trump-Anhängern am Reagan National Airport gegenüber, die ihn beleidigten.
Zum Sturm auf das Kapitol in Washington 2021 behauptete Graham, es wäre Nancy Pelosis Schuld gewesen, dass aufgestachelte Trump-Anhänger in das Kapitol eindringen konnten. Pelosi war damals Sprecherin des Repräsentantenhauses (“It’s her job to provide Capitol Security” – übersetzt: „Es ist ihr (Nancy Pelosi) Job, die Sicherheit des Kapitols zu gewährleisten“).
Damit lenkte er davon ab, dass erst Trumps Rede an seine Anhänger diese aufgestachelt hatte. Einer der letzten Sätze seiner Rede war So we’re going to [...] the Capitol and we’re going to try ....
Nachdem Trump in einer der ersten Amtshandlungen seiner zweiten Amtszeit als Präsident fast 1600 seiner Anhänger, die nach dem Sturm auf das Capitol 2021 strafrechtlich belangt worden waren, begnadigt hatte, kritisierte Graham am 26. Januar 2025 in einem Interview mit NBC News diese Entscheidung als einen „Fehler“.

## Politische Positionen

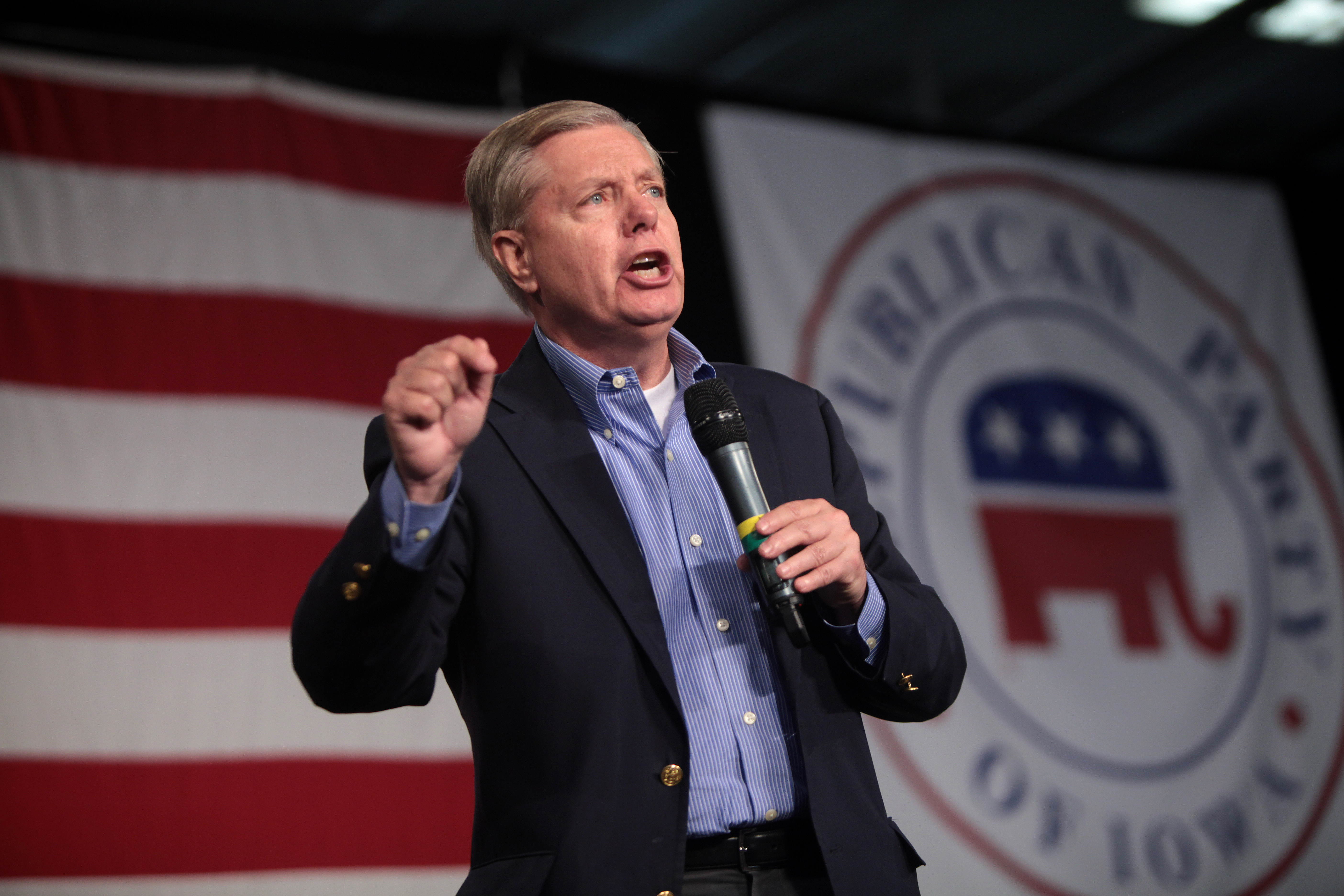
Graham bei einer Rede im Oktober 2015

### Innenpolitik
Graham, der in den neunziger Jahren noch als „erzkonservativ“ bezeichnet worden war und sich selbst als konservativ im Sinne Ronald Reagans charakterisierte, erarbeitete sich im Kongress einen Ruf als moderater Republikaner. Auch wenn Graham in der Mehrzahl der Fälle mit der Parteilinie stimmte, etwa gegen die Gesundheitsreform Obamacare, zeigte er den Willen zu überparteilicher Zusammenarbeit und zum Kompromiss. So sah Robert Draper in Graham 2010 einen Republikaner, der eine Vermittlerrolle zwischen den zunehmend polarisierten Parteien übernehmen könne. Im Juli 2010 stimmte er als einziges republikanisches Mitglied im Justizausschuss des Senats für die Ernennung von Solicitor General Elena Kagan zur Richterin am Obersten Gerichtshof. „Sie wird dieser Nation ehrenvoll dienen. Ich hätte diese Wahl nicht getroffen, aber derjenige, der es getan hat, Präsident Obama, hat weise entschieden, glaube ich“, erklärte Graham sein Votum entgegen der republikanischen Parteilinie.
Insbesondere in der Einwanderungspolitik zeigte Graham Bereitschaft zum Kompromiss. So warb er nach den für die Republikaner verlorenen Wahlen in den Vereinigten Staaten 2012 für eine Ausweitung der legalen Einwanderung und eine Möglichkeit illegal Eingewanderter, die Staatsbürgerschaft zu erlangen. Er wollte damit die große und wachsende Gemeinschaft der Latinos, die bei gesellschaftlichen Werten vorwiegend konservativ eingestellt ist, als Wähler für seine Partei gewinnen, aber von den Republikanern wegen der Einwanderungspolitik entfremdet zu werden drohte.
Zum Jahresbeginn 2017 hielt er im Zusammenhang mit den mutmaßlichen russischen Cyber-Angriffen auf die Demokratische Partei fest, dass mit einer kompromittierten Partei alle Parteien einer Demokratie kompromittiert seien. Es sei nichts Gutes vom russischen Präsidenten Wladimir Putin zu erwarten.

### Außenpolitik
Außenpolitisch gilt Graham wie sein früherer Senatskollege und Freund John McCain als Verfechter einer interventionistischen Außenpolitik mit umfassend finanzierten Militäreinsätzen. Nachdem die New York Times berichtet hatte, dass Iran zum Bau einer Atombombe fähig sei, forderte Graham, der US-Kongress müsse Präsident Barack Obama ermöglichen, „hart zu sein und den Worten Taten folgen zu lassen.“ Während des syrischen Bürgerkrieges forderte Graham eine Sicherheitszone und eine Bewaffnung der syrischen Opposition. Er unterstützte ebenso die von Obama geplante Militärintervention in Syrien. Graham kritisiert den Umsturz in Ägypten 2013 scharf. Er forderte die Freilassung von Mohammed Mursi und erklärte: „Die derzeitige Übergangsregierung ist nicht gewählt, während die gewählte Regierung hinter Gittern sitzt.“
Graham ist ein entschiedener Befürworter der US-Drohnenangriffe im Mittleren Osten. Im Februar 2013 sagte er dazu: „Wir haben 4700 getötet. Manchmal treffen wir Unschuldige, und ich hasse das, aber wir sind im Krieg und wir haben es so geschafft, einige hochrangige Al-Qaida-Mitglieder auszuschalten.“ Den Tod Anwar al-Awlakis durch eine US-Drohne kommentierte er: „Gut! Ich wollte nicht, dass er einen Prozess bekommt, denn wir bekämpfen kein Verbrechen, sondern wir führen einen Krieg.“ Er fügte hinzu, dass er eine Überwachung der US-Grenzen durch Drohnen für nötig halte, um die illegale Immigration in den Griff zu bekommen.
Ende 2018 forderte Graham US-Präsident Trump auf, den Rückzug von etwa 2.000 US-Soldaten aus Syrien zu überdenken. Trump hatte diesen kurz zuvor gegen den Rat seines Verteidigungsministers Mattis und hochrangiger US-Militärs beschlossen.
Etwa eine Woche nach dem russischen Überfall auf die Ukraine forderte Graham Anfang März 2022 via Twitter Russen dazu auf, den russischen Präsidenten Wladimir Putin zu beseitigen, um den Krieg zu beenden. Zugleich kritisierte er, dass Trump Putin als Genie bezeichnet hatte. Am 29. Mai 2023 wurde in Russland ein Haftbefehl gegen Graham erlassen. Zuvor waren Videoaufnahmen seines Treffens mit dem ukrainischen Präsidenten Wolodymyr Selenskyj publik geworden, in denen Graham u. a. sagte: „And the Russians are done/dying“. „The best money we ever spent“. Zwischen den Äußerungen von Graham gibt es in den Aufnahmen einen Schnitt. Er tritt für einen Prohibitivzoll für die Energiehandelspartner Russlands im Handel mit den USA ein.
Im Jahr 2024 forderte er als Reaktion auf die Handlungen der von der Islamischen Republik Iran unterstützten Milizen in der Region einen Militärschlag gegen Iran. Nach der Ankündigung Joe Bidens die Waffenlieferungen an Israel einzustellen im Fall einer Offensive auf Rafah, sagte er: „Israel, do whatever you have to do.“ und zog in dem Zusammenhang einen Vergleich mit den Atombombenabwürfen auf Hiroshima und Nagasaki.
Im Mai 2024 kritisierte Graham in einem Statement mit weiteren Senatoren der Republikanischen und Demokratischen Partei die Ankündigung des IStGH-Chefanklägers Karim Khan, Haftbefehle gegen hochrangige israelische Beamte im Zusammenhang mit Kriegsverbrechen im Gazakrieg zu beantragen. Im November 2024 warnte er den britischen Regierungschef Keir Starmer, die USA würden die britische Wirtschaft zerstören, würde Großbritannien helfen, den inzwischen per IStGH-Haftbefehl gesuchten israelischen Staatschef Netanjahu festzunehmen.

## Belege
1. ↑  Sen. Lindsey Graham. In: Biography from LegiStorm. Abgerufen am 12. März 2021 (englisch).
2. 1 2  Gregory Lewis McNamee: Lindsey Graham. In: Encyclopedia Britannica, 3. Juni 2015; Lyn Riddle: Graham, Lindsey Olin. In: South Carolina Encyclopedia.
3. ↑  U.S. Sen. Lindsey Graham Sworn in as Air Force Judge. In: Free Republic, 5. November 2003.
4. ↑  Auch allgemein zu Grahams Karriere als Reservist Craig Whitlock: For Lindsey Graham, Years of Light Duty as a Lawmaker in the Air Reserve. In: The Charlotte Observer, 2. August 2015.
5. ↑  After Tour of Duty in Iraq, Graham Backs ‘Surge’. In: The Washington Post, 28. August 2007.
6. ↑  Graham, Lindsey. In: Our Campaigns.
7. ↑  David Jackson: S.C.'s Lindsey Graham tries to outflank six GOP rivals. In: USA Today, 11. Mai 2014; Sean Sullivan: Lindsey Graham wins Republican primary. In: The Washington Post, 10. Juni 2014.
8. ↑  Lyn Riddle: Graham, Lindsey Olin. In: South Carolina Encyclopedia.
9. ↑  Kevin Freking: Graham poised to lead Judiciary panel after Grassley switch. In: Associated Press, 16. November 2018.
10. ↑  Graham fends off Harrison in South Carolina Senate race. In: Politico. Abgerufen am 12. März 2021 (englisch).
11. ↑  Thorsten Denkler: Schmutziger Kampf um Georgia. In: Süddeutsche Zeitung. 17. November 2020, abgerufen am 19. November 2020.
12. ↑  David Knowles: Lindsey Graham on the defensive over calls to state election officials. 17. November 2020, abgerufen am 19. November 2020 (englisch).
13. ↑  Lindsey Graham Enters White House Race With Emphasis on National Security. In: The New York Times, 1. Juni 2015.
14. ↑  Katie Glueck: Lindsey Graham Drops Out of Presidential Race. In: Politico, 21. Dezember 2015 (englisch).
15. ↑  Lindsey Graham endorses Jeb Bush. In: CNN.com, 15. Januar 2016.
16. ↑  Lindsey Graham endorsing Ted Cruz for president. In: Post and Courier, 17. März 2016.
17. ↑  US-Wahlkampf ist, wenn Handys geschreddert werden. In: Süddeutsche Zeitung, 24. Juli 2015.
18. ↑  Lisa Miller: The “Little Jerk” Once defined by his loathing for Trump, Lindsey Graham is now all-in for the president. Why? In: New York, 16. September 2018; Sheryl Gay Stolberg: What Happened to Lindsey Graham? He’s Become a Conservative ‘Rock Star’. In: The New York Times, 2. November 2018.
19. ↑  David Morgan, Amanda Becker, Sonya Hepinstall: U.S. Senator Graham says supports Mueller bill, urges vote. In: Reuters, 14. November 2018.
20. ↑  Nick Niedzwiadek, Marianne Levine and Burgess Everett, politico.com: “Republicans to Trump: Condemn white supremacy now”, 30. September 2020
21. ↑  Deedra Lawhead, kentucky.com: “McConnell among Republicans objecting to Trump’s refusal to condemn white supremacy”, 1. Oktober 2020
22. ↑  Senator Graham wendet sich von Trump ab und wird von Fans des Präsidenten bedrängt. 9. Januar 2021, abgerufen am 9. Januar 2021.
23. ↑  Alexandra Marquez: Sen. Lindsey Graham says he thinks Trump pardoning violent Jan. 6 defendants was 'a mistake'. In: NBC News. 26. Januar 2025, abgerufen am 26. Januar 2025 (englisch).
24. ↑  Peter B. Levy: Encyclopedia of the Clinton Presidency. Greewood Press, Westport, CT, London 2002, Eintrag House Impeachment Managers, S. 184–186, hier S. 186; Gregory Lewis McNamee: Lindsey Graham. In: Encyclopedia Britannica, 3. Juni 2015.
25. ↑  Robert Draper: Lindsey Graham, This Year’s Maverick. In:
The New York Times, 28. Juni 2010.
26. ↑  Paul Kane: Kagan Nomination Approved by Senate Judiciary Panel. In: The Washington Post, 20. Juli 2010.
27. ↑  Sebastian Fischer: Republikanern droht Bruderkampf um Einwanderungsreform. In: Spiegel Online, 28. Juni 2013; John Kenneth White: Catholics and Politics. In: Mark J. Rozell, Ted G. Jelen (Hrsg.): American Political Culture: An Encyclopedia. Bd. 1: A–E. ABC-Clio, Santa Barbara, CA, Denver 2015, S. 125–131, hier S. 130.
28. ↑  Lindsey Graham calls for throwing ‘rocks,’ not ‘pebbles,’ at Russia for cyber attacks. In: Post and Courier, 5. Januar 2015.
29. ↑  Katie Glueck: Graham gives detailed blueprint for ground troops in the Middle East. In: Politico, 8. Juli 2015; Jordain Carney: McCain, Graham push Trump for ‘greater military action’ in Syria. In: The Hill, 11. April 2017.
30. ↑  US-Senatoren wollen Iran auf Anti-Atomkurs zwingen. In: Spiegel Online, 5. Oktober 2009.
31. ↑  Bürgerkrieg: US-Senatoren wollen Waffen an syrische Rebellen liefern. In: Zeit Online, 8. September 2012.
32. ↑  Ansgar Graw: Einflussreiche Republikaner wollen Assad angreifen. In: Welt Online, 3. September 2013.
33. ↑  US-Republikaner solidarisieren sich mit Muslimbrüdern. In: Spiegel Online, 6. August 2013.
34. ↑  US Senator Says Drones Death Toll Is 4700. In: The Daily Telegraph, 21. Februar 2013.
35. ↑  Sen. Graham: I Support Drone Strikes. In: Patch.com, 21. Februar 2013.
36. ↑  spiegel.de vom 30. Dezember 2018: Trump-Vertrauter fordert Überdenken von Rückzug aus Syrien
37. ↑  Russland: US-Senator Lindsey Graham fordert Russen zur Ermordung Wladimir Putins auf. In: Der Spiegel. 4. März 2022, ISSN 2195-1349 (spiegel.de [abgerufen am 4. März 2022]).
38. ↑  siehe auch faz.net vom 5. März 2022 / FAZ: Gibt es Flugzeuge für die Ukraine?
39. ↑  Russland schreibt US-Senator Lindsey Graham zur Fahndung aus. In: Der Spiegel. 29. Mai 2023, ISSN 2195-1349 (spiegel.de [abgerufen am 29. Mai 2023]).
40. ↑  Lindsey Graham: Russia issues arrest warrant for top Republican. In: BBC News. 29. Mai 2023, abgerufen am 30. Mai 2023 (englisch).
41. ↑  Graham’s ‘bone crushing’ Russia sanctions bill could freeze US trade with the world’s largest economies. Abgerufen am 7. Juli 2025.
42. ↑  Ralf Borchard: Nach Angriff in Jordanien: Das Warten auf die US-Reaktion. Abgerufen am 7. Februar 2024.
43. ↑  Sen. Lindsey Graham says Israel should do ‘whatever’ it has to while comparing the war in Gaza to Hiroshima and Nagasaki. Abgerufen am 14. Mai 2024 (englisch).
44. ↑  Bipartisan Senators Condemn ICC Action Against Israel. In: lgraham.senate.gov. 21. Mai 2024, abgerufen am 5. Juni 2025 (englisch).
45. ↑  Trump ally warns Starmer the US will ‘crush’ UK economy if it helps arrest Netanyahu. 23. November 2024, abgerufen am 24. November 2024 (englisch).

| Personendaten    | Personendaten                             |
| ---------------- | ----------------------------------------- |
| NAME             | Graham, Lindsey                           |
| ALTERNATIVNAMEN  | Graham, Lindsey Olin (vollständiger Name) |
| KURZBESCHREIBUNG | amerikanischer Politiker                  |
| GEBURTSDATUM     | 9. Juli 1955                              |
| GEBURTSORT       | Central, South Carolina                   |